# Тиморське море

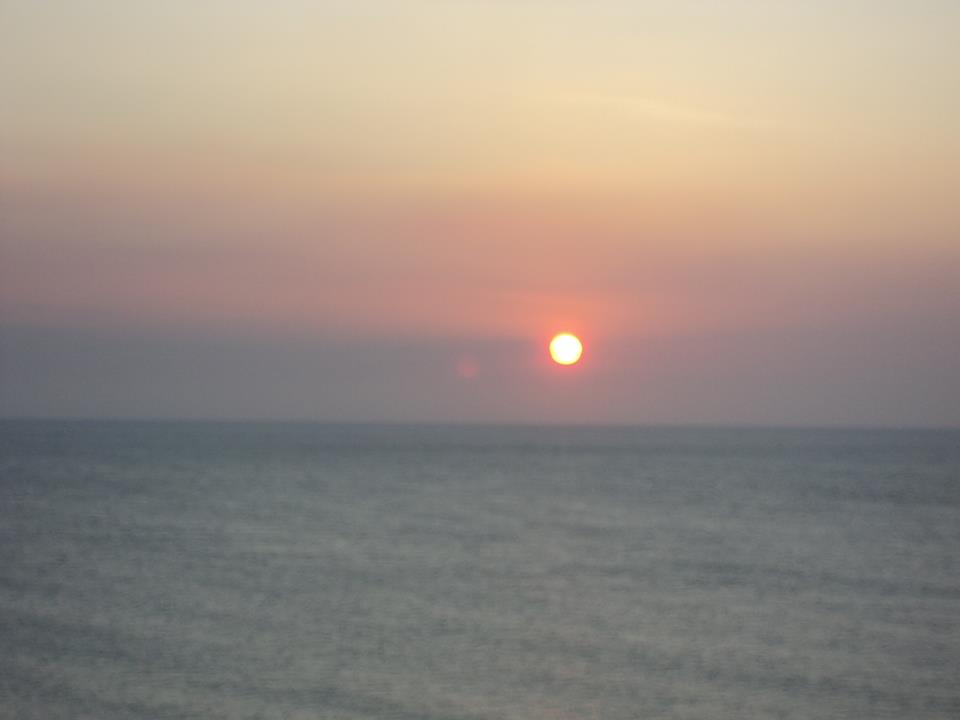

Тимо́рське мо́ре (індонез. Laut Timor, порт. Mar de Timor, тетум Tasi Mane або Tasi Timór, англ. Timor Sea) — відносно мілководне море в Індійському океані, обмежене на півночі островом Тимор з Тимор-Лешті, на північному заході — Індонезією, на сході — Арафурським морем, а на півдні — Австралією. Зондський жолоб є найглибшою точкою Тиморського моря з глибиною понад 3300 метрів, що розділяє континенти Океанії на південному сході та Азії на північному заході та півночі. Тиморське море схильне до землетрусів і цунамі на північ від Зондської западини через його розташування на Вогняному кільці, а також через вулканічну активність і може зазнавати сильних циклонів через близькість до екватора.
Море містить низку рифів, безлюдних островів і значні запаси вуглеводнів. Після виявлення цих запасів виникли міжнародні суперечки, що призвели до підписання Договору про Тиморське море.
У 2009 році в Тиморському морі стався найбільший за останні 25 років розлив нафти.
Можливо, що перші жителі Австралії перетнули Тиморське море з Малайського архіпелагу в той час, коли рівень моря був нижчим.

## Етимологія
Тиморське море названо на честь Тимору, острова, що знаходиться по інший бік північного узбережжя моря. Назва острова є варіантом слова timur, що в перекладі з малайської означає «схід».
Мовою тетум море часто називають виразом tasi mane (буквально «чоловіче море»). Аналог цієї водойми, протоку Омбай-Ветар, яка має менші хвилі, менш каламутна та омиває більшу частину північних берегів острова Тимор, тетумці зазвичай називають tasi feto («жіноче море»).

## Клімат
Акваторія моря лежить в субекваторіальному кліматичному поясі. Взимку переважають екваторіальні повітряні маси, влітку — тропічні. Сезонні амплітуди температури повітря незначні. У літньо-осінній період часто формуються тропічні циклони, зволоження достатнє, окрім південного узбережжя (затока Жозеф-Бонапарт).

## Гідрологія
Тиморська течія — це океанічна течія, яка проходить у південно-західному напрямку в Тиморському морі Малайським архіпелагом і Австралією. Вона робить основний внесок в Індонезійський наскрізний потік, який переносить воду з Тихого океану в Індійський.

## Біологія
Акваторія моря поділяється на 4 морські екорегіони центральної індо-пацифічної зоогеографічної провінції: Малі Зондські острови (північний захід), Море Банда (північний схід), узбережжя Бонапарта (південь), Ексмус — Брум (острови Ашмор і Картьє). У зоогеографічному відношенні донна фауна континентального шельфу й острівних мілин до глибини 200 м відноситься до індо-західнотихоокеанської області тропічної зони.
Є коралові рифи, бувають катастрофічні циклони.
Використовується для рибальства.

## Історія

### Друга світова війна
Протягом 1940-х років японський флот здійснював повітряні нальоти на Австралію з кораблів у Тиморському морі. 19 лютого 1942 року японський авіаносець «Кага» разом з іншими кораблями завдав повітряних ударів по Дарвіну, Австралія, потопивши дев'ять кораблів, серед яких був і американський есмінець «Пірі». Це бомбардування ознаменувало початок битві за Тимор на тихоокеанському театрі Другої світової війни.

## Запаси вуглеводнів

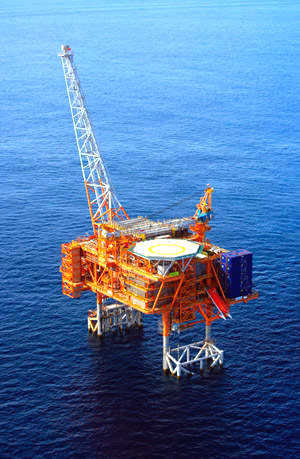
Big John

Під дном Тиморського моря залягають значні запаси нафти та газу. Перспективність Тиморського моря підтвердилася, коли в червні 1974 року бурова установка Big John компанії Woodside-Burmah пробурила свердловину Troubadour No.1 на мілині Трубадур приблизно за 200 кілометрів (120 миль) на південний схід від Тимору і виявила на глибині 83 метрів (272 фути) вуглеводи. Нині діє низка морських нафтових проєктів, ведеться значна розвідувальна діяльність, і є чимало пропозицій щодо нових проєктів. Газопровід перетинає Тиморське море від Спільної зони розробки нафти до Вікхем-Пойнт поблизу Дарвіна.

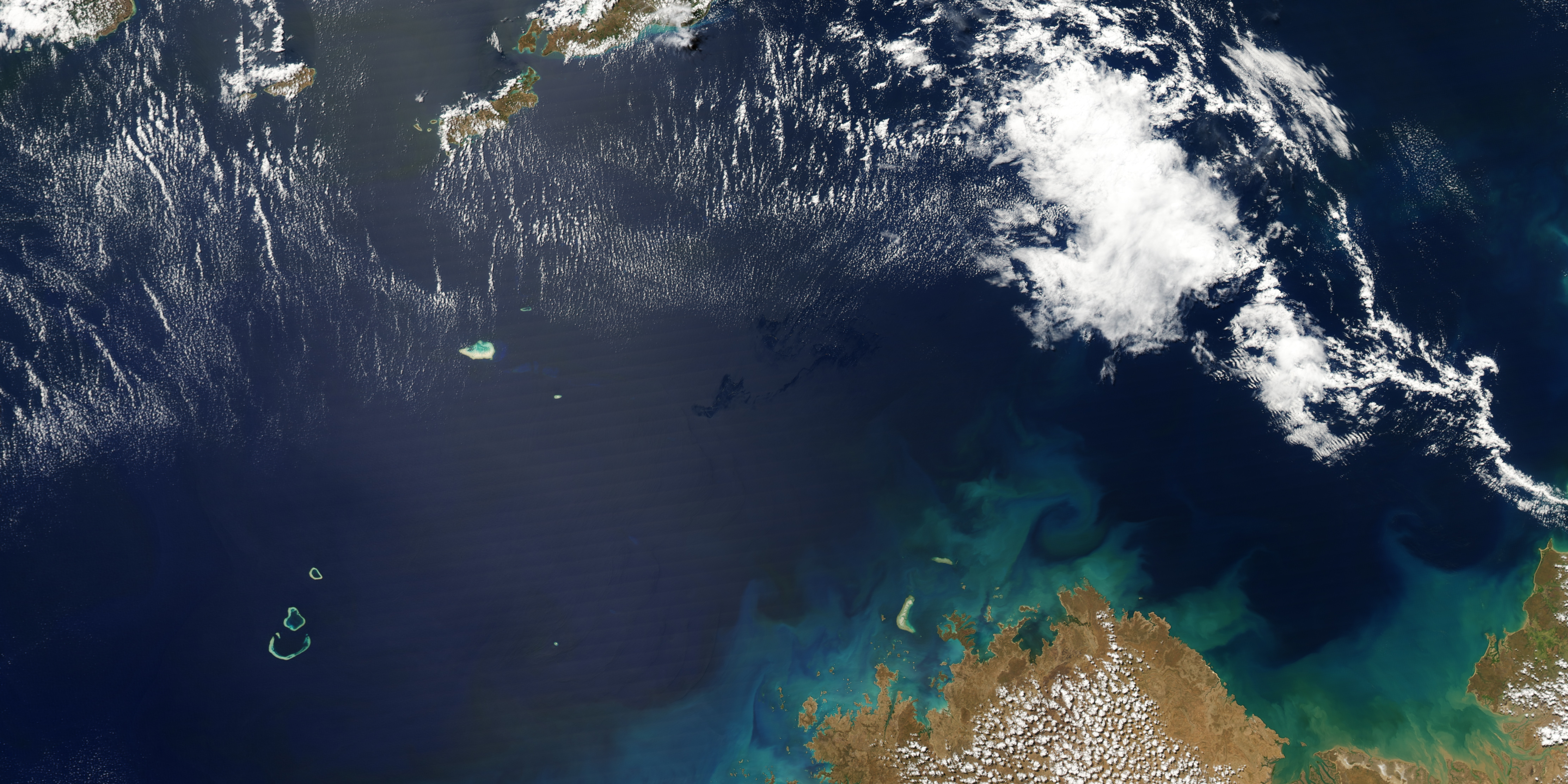
Нафтова пляма від Розлив нафти в Монтарі в Тиморському морі, вересень 2009 року.

Тиморське море стало місцем найбільшого в Австралії розливу нафти, коли з нафтового родовища Монтара з 21 серпня по 3 листопада 2009 року стався витік нафти, природного газу та конденсату. Під час розливу щодня витікало 400 баралів (64 м3) нафти. Комісія з розслідування Монтари поклала провину на тайську компанію PTTEP, власника свердловин. У відповідь на катастрофу індонезійські фермери, що вирощують морські водорості, подали колективний позов про відшкодування збитків.

### Проєкт Баю-Ундан
Найбільшим діючим нафтовим проєктом у Тиморському морі є проєкт Баю-Ундан, яким керує компанія Santos. Родовище Баю-Ундан розташоване приблизно за 500 км (310 миля) на північний захід від Дарвіна в басейні Бонапарта. Видобуток розпочався у 2004 році як проєкт з утилізації газу — рідини (конденсат, пропан і бутан) вилучалися з потоку сировини та експортувалися. Приблизно в той самий час розпочалося будівництво 500-кілометрового підводного газопроводу, що з'єднав переробний комплекс Баю-Ундан із заводом з виробництва скрапленого природного газу, розташованим у Вікхем-Пойнт в гавані Дарвіна. Після завершення будівництва трубопроводу та заводу з виробництва скрапленого природного газу в Дарвіні у 2005 році газ, видобутий на шельфі в Баю-Ундан, тепер транспортується до заводу в Дарвіні, де він перетворюється на рідину та транспортується до Японії за довгостроковими контрактами на продаж. Станом на 2017 рік Тимор-Лешті заробив на родовищі Баю-Ундан понад 18 мільярдів доларів США з моменту початку видобутку, але прогнозується, що запаси родовища будуть вичерпані до 2023 року.

### Газове родовище Іхтіс
Газове родовище Іхтіс — родовище природного газу, розташоване в Тиморському морі біля північно-західного узбережжя Австралії. Родовище розташоване за 220 км від узбережжя Західної Австралії та за 820 км на південний захід від Дарвіна, із середньою глибиною води приблизно 250 м Родовище було відкрите у 2000 році. Перший газ з родовища Іхтіс було отримано 30 липня 2018 року.

### Інші проєкти
AED Oil володіє великим нафтовим проєктом на родовищі Puffin, а Woodside Petroleum видобуває нафту на родовищі Laminaria. Газове родовище Greater Sunrise, відкрите в 1974 році, є одним із найбільших у регіоні та, як очікується, принесе Східному Тимору кілька мільярдів доларів доходу від роялті. Woodside Petroleum планує переробляти газ із Greater Sunrise за допомогою плавучої платформи, однак Шанана Гужмау, прем'єр-міністр Східного Тимору, виступає проти цього плану і натомість хоче, щоб газ надходив на переробку до Беасу трубопроводом.
З 2018 року Santos намагається створити морський газовий проєкт «Баросса» для розробки газового родовища з метою постачання зрідженого природного газу (ЗПГ) на береговий термінал Дарвін, коли у 2020-х роках закінчиться газ з родовища Баю-Ундан. Проти цього виступили жителі Дангалаби та Ларракії, а також організації із захисту клімату.

## Територіальна суперечка

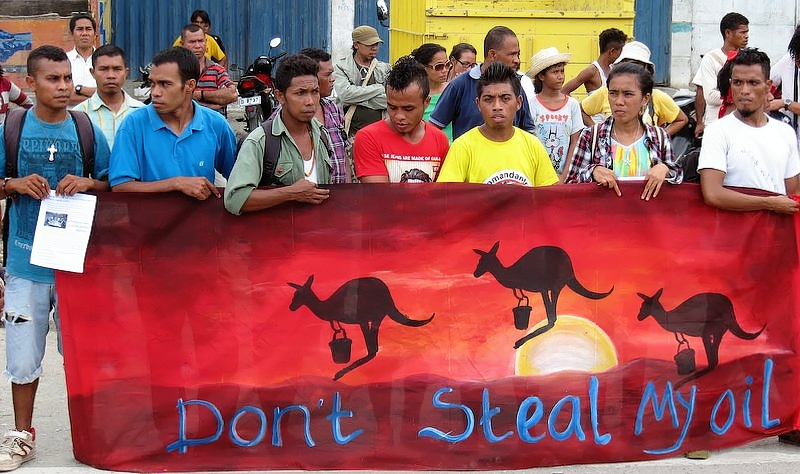
Демонстрація проти Австралії в грудні 2013 року

Відтоді як у 1970-х роках у Тиморському морі було виявлено нафту, точаться суперечки щодо прав на володіння та експлуатацію ресурсів, розташованих у частині Тиморського моря, відомій як Тиморський розрив, тобто ділянка Тиморського моря, що розташована за межами територіальних кордонів держав, розташованих на північ та південь від Тиморського моря. Ці розбіжності спочатку стосувалися Австралії та Індонезії, хоча врешті-решт було досягнуто рішення у формі Договору про Тиморський розрив. Після проголошення державності Східного Тимору в 1999 році умови Договору про Тиморський розрив було скасовано, і почалися переговори між Австралією і Східним Тимором, що завершилися укладенням Договіру про Тиморське море.
З 1965 по 2018 рік територіальні домагання Австралії простягалися до батиметричної осі (лінії найбільшої глибини морського дна) в Тиморському жолобі. Вона перекривала територіальні домагання Східного Тимору, який слідом за колишньою колоніальною державою Португалією та Конвенцією ООН з морського права стверджував, що розділова лінія має проходити посередині між двома країнами. У 2018 році Австралія погодилася на кордон по серединній лінії.
У 2013 році стало відомо, що Секретна розвідувальна служба Австралії (ASIS) встановила пристрої для прослуховування, щоб прослуховувати Східний Тимор під час переговорів про нафтові та газові родовища Greater Sunrise. Це відомо як шпигунський скандал між Австралією та Східним Тимором.

### Договір про Тиморське море
Договір про Тиморське море, підписаний 20 травня 2002 року, призвів до створення Уповноваженого органу Тиморського моря (TSDA). Ця організація відповідає за управління всією діяльністю, пов'язаною з нафтою, у частині Тиморського моря, відомої як Спільна зона розробки нафти (JPDA). Договір було ратифіковано в лютому 2007 року.
За умовами договору, роялті від видобутку нафти в JPDA розподіляються у співвідношенні 90:10 між Східним Тимором та Австралією. Договір зазнав критики, оскільки в ньому не було остаточно визначено морський кордон між Східним Тимором та Австралією.

### Договір про морські кордони 2018 року
Договір між Австралією та Східним Тимором про встановлення морських кордонів у Тиморському морі було підписано 6 березня 2018 року в штаб-квартирі Організації Об'єднаних Націй у Нью-Йорку в присутності Генерального секретаря ООН Антоніу Гутерріша.

## Порти
- Дарвін
- Віндем (Австралія)